# Hinsdale (Illinois)
Hinsdale – wieś w Stanach Zjednoczonych, w stanie Illinois, w hrabstwie DuPage.